# Superfetacja
Superfetacja, ciąża dodatkowa, zapłodnienie dodatkowe (łac. superfetatio, od super- i fetus 'potomstwo') – występujące u niektórych kręgowców zjawisko zapłodnienia komórek jajowych owulujących w następujących po sobie cyklach. Często występuje u ryb piękniczkowatych i zajęcy, rzadziej u niektórych gryzoni, torbaczy, koni i owiec.
U ssaków (z wyjątkiem stekowców) superfetacja skutkuje zagnieżdżeniem kolejnej
komórki jajowej w wolnym od zarodków rogu lub innej części macicy. Przy superfetacji płody mają różny wiek (u ludzi różnica wynosiłaby co najmniej miesiąc).
W literaturze opisano kilka przypadków superfetacji u ludzi, jednak są one dyskusyjne. Teoretycznie superfetacja jest możliwa podczas pierwszego lub najwyżej drugiego miesiąca ciąży. Część lekarzy jest zdania, że zjawisko może zajść u ciężarnych kobiet, u których nie zaniechano kuracji hormonalnej wywołującej jajeczkowanie. Według części środowiska kolejna owulacja może pojawić się między zakończeniem produkcji progesteronu w ciałku żółtym ciążowym i jej początkiem w łożysku.